# الضلاع (المحويت)

تعديل مصدري - تعديل

الضلاع هي إحدى قرى عزلة الغربي الاعلى بمديرية المحويت التابعة لمحافظة المحويت، بلغ تعداد سكانها 230 نسمة حسب تعداد اليمن لعام 2004.